# علم الأورام

صورة بالاشعة لسرطان بالرئة

علم الأورام أو طب الأورام هو الفرع العلمي المختص بدراسة الأورام ويهدف للتعرف على نموها وتطورها وعلاجها وكيفية الوقاية منها، يأتي أصل كلمة الورم من الكلمة اليونانية ὄγκος (ökk)، وتعني «ورم»، «حجم» أو «كتلة».
المكونات الثلاثة الأساسية التي قللت من خطر السرطان على الإنسان هي:
1. الوقاية - عن طريق الحد من عوامل الخطر مثل التدخين وشرب الكحوليات.[3]
2. التشخيص المبكر والتشخيص الشامل.[4]
3. العلاج - وذلك في مراكز مختصة ومتطورة لعلاج مرضى السرطان.[5][6]

من أحد العوامل الهامة للحد من خطر الأورام كانت بإقامة مؤتمرات لمناقشة تلك الأورام في التخصصات المختلفة، حيث يجتمع أطباء الأورام وأخصائيي الأورام الجراحية وأخصائيي الأورام الإشعاعية وأخصائيي الأمراض وأخصائيي الأشعة للحصول على أفضل إدارة ممكنة للمريض. ومن أهم مميزات تلك المؤتمرات هي مناقشة التطورات في علم الأورام، حيث أن التغيرات في علم الأورام شائعة جدا.

## عوامل الخطر
التدخينيعتبر التدخين أحد الأسباب الرئيسية التي تؤدي لحدوث السرطان. حيث يرتبط التدخين بزيادة خطر الإصابة ب سرطان الرئة والحنجرة والفم والمريء والحلق والمثانة والكلى والكبد والمعدة والبنكرياس والقولون والمستقيم وعنق الرحم وسرطان الدم النخاعي الحاد.
الكحوليزيد شرب الكحول من خطر الإصابة بسرطان الفم والحلق والمريء والحنجرة والكبد والثدي. يعتبر خطر الإصابة بالسرطان أعلى بكثير بالنسبة لأولئك الذين يدخنون ويشربون الكحوليات.
السمنةتزيد السمنة من خطر الإصابة بسرطان الثدي والقولون والمستقيم، بطانة الرحم والمريء والكلى والبنكرياس والمرارة.
تقدم السنتقدم العمر هو أحد عوامل الخطر للإصابة بالسرطان حيث يصل متوسط عمر تشخيص السرطان 66 عاما.

## الفحص
يوصى الفحص لبعض أنواع السرطان منها: سرطان الثدي، عنق الرحم، القولون والرئة.

## الأعراض
تعتمد الأعراض عادة على نوع ومكان السرطان في الجسم.
سرطان الثديوجود كتلة ضمن أنسجة الثدي تختلف عن النسيج الطبيعي له. بالإضافة إلى زيادة قساوة منطقة معينة في نسيج الثدي نسبة للنسيج الطبيعي، كبر أو صغر حجم ثدي عن الآخر، تغير في شكل أو موقع الحلمة أو تصبح الحلمة مسحوبة للداخل، تغير في جلد الثدي إلى مجعد أو منقر المظهر، ظهور طفح جلدي حول الحلمة أو عليها، خروج سائل من الحلمة، الشعور بألم متواصل في جزء من الثدي أو في منطقة الإبط، وظهور تورم تحت منطقة الإبط أو حول الترقوة.
سرطان بطانة الرحمنزيف المهبل.
سرطان عنق الرحمنزيف يحدث بعد الجماع.
سرطان المبيضأعراض غير محددة مثل انتفاخ البطن، وعسر الهضم.
سرطان الرئةالسعال المستمر، ضيق التنفس، بلغم به دم، بحة الصوت.
سرطان الرأس والعنقتورم في الرقبة.
ورم الدماغصداع مستمر، تقيؤ، فقدان الوعي، والرؤية المزدوجة.
سرطان الغدة الدرقيةتورم في الرقبة.
سرطان المريءصعوبة في البلع مع فقدان الوزن.
سرطان المعدةقيء، عسر الهضم، وفقدان الوزن.
سرطان القولون & سرطان القولوننزيف في المستقيم.
سرطان الكبدالتعرق، الاصفرار، ألم في البطن، فقدان الوزن وتضخم الكبد.
سرطان البنكرياسالاصفرار، فقدان الوزن.
سرطان الجلدوجود تقرحات وتغير في لون الجلد.
سرطان الكليةدم في البول، وتورم في البطن.
سرطان المثانةدم في البول.
سرطان البروستاتاكثرة التبول، كثرة التبول أثناء الليل، وصعوبة في بداية التبول وصعوبه في الحفاظ على تدفق مستمر من البول، دم في البول أو تبول مؤلم.
سرطان الخصيةوجود تورم في خصية واحدة أو حدوث تصلب في واحدة من الخصيتين، حساسية غير طبيعية (إما خدر أو ألم)، فقدان النشاط الجنسي أو الاهتمام، انسحاب الرغبة الجنسية، الإحساس بحرقان، خاصة بعد ممارسة نشاط بدني.
سرطان العظمألم وتورم في العظام.
لمفوماتورم الغدد الليمفاوية، حمى مجهولة السبب، تعرق ليلي، فقدان الوزن.
أورام الأنسجة المكونة للدم والأنسجة الليمفاويةنزيف اللثة، والنزيف من الأنف، قيء مليء بالدم، دم في البول، البراز الأسود الملون، والحمى.

## التشخيص
يعتمد تشخيص الأورام على نوع ومكان الورم في الجسم.

### سرطان الدم
1. العد الكامل لمكونات الدم (Complete Blood Count CBC) ومن خلال هذا الفحص يمكن إعطاء إشارات أولية باحتمال الإصابة بأبيضاض الدم.[36]
2. الفحص السريري للكشف عن وجود تضخم في الكبد أو الطحال أوالعقد اللمفاوية.[37]
3. خزعة من نخاع العظم وذلك بفحص تلك الخزعة تحت المجهر بعد صبغها ببعض الصبغات الخاصة التي تشير إلى وجود أبيضاض في الدم.[38]

### سرطان الغدد الليمفاوية
أخذ خزعة من العقدة الليمفاوية، وهذا يعني الاستئصال الجزئي أو الكلي للعقدة الليمفاوية التي تم فحصها تحت المجهر. هذا الفحص يكشف المظاهر التشريحية المرضية التي قد تشير إلى سرطان الغدد الليمفاوية. وبعد تشخيص سرطان الغدد الليمفاوية، يمكن تنفيذ مجموعة مختلفة من الاختبارات لتحديد الأنواع المختلفة من سرطان الغدد الليمفاوية مثل:
1. الاختبار المناعي
2. وقياس التدفق الخلوي[43]
3. والتهجين الموضعي المتألق.[44]

### الأورام الصلبة
اختبارات التصوير مثل رونتجينوغرام (الأشعة السينية)، الموجات فوق الصوتية، التصوير المقطعي المحوسب (CT)، التصوير بالرنين المغناطيسي (MRI) وPET CT.
التنظير بما في ذلك تنظير البلعوم الأنفي، التنظير الحنجري المباشر وغير المباشر، التنظير الهضمي العلوي، تنظير القولون، تنظير المثانة.

## العلاج
يعتمد علاج السرطان على نوع ومكان السرطان في الجسم.

### الأورام الصلبة
سرطان الثديتشمل خيارات العلاج: الجراحة، العلاج الكيميائي، العلاج الإشعاعي، العلاج الهرموني والعلاج المستهدف.
سرطان عنق الرحمتشمل خيارات العلاج: الجراحة، العلاج الكيميائي، العلاج الإشعاعي.
سرطان بطانة الرحمتشمل خيارات العلاج: الجراحة، العلاج الكيميائي، العلاج الإشعاعي.
سرطان المبيضتشمل خيارات العلاج: الجراحة، العلاج الكيميائي، العلاج الإشعاعي، العلاج الموجه (مثبطات VEGF).
سرطان الرئةتشمل خيارات العلاج: الجراحة، العلاج الكيميائي، العلاج الإشعاعي، العلاج الموجه (مثبطات: EGFR & ALK).
سرطان الرأس والرقبةتشمل خيارات العلاج: الجراحة، العلاج الكيميائي، العلاج الإشعاعي، العلاج الموجه (مثبطات: EGFR)
سرطان الدماغتشمل خيارات العلاج: الجراحة، العلاج الكيميائي، العلاج الإشعاعي، العلاج الموجه (مثبطات VEGF).
سرطان الغدة الدرقيةتشمل خيارات العلاج: الجراحة، نظائر اليود.
سرطان المريءتشمل خيارات العلاج: الجراحة، العلاج الكيميائي، العلاج الإشعاعي.
سرطان المعدةتشمل خيارات العلاج: الجراحة، العلاج الكيميائي، العلاج الإشعاعي، العلاج الموجه (مثبطات Her 2 neu).
سرطان القولونتشمل خيارات العلاج: الجراحة، العلاج الكيميائي، العلاج الإشعاعي، العلاج الموجه (مثبطات EGFR & VEGF).
سرطان المستقيمتشمل خيارات العلاج: الجراحة، العلاج الكيميائي، العلاج الإشعاعي.
سرطان الكبدتشمل خيارات العلاج: الجراحة، العلاج الكيميائي عبر الشرايين (TACE)، ومتعددة كيناز (Sorafenib).
سرطان البنكرياستشمل خيارات العلاج: الجراحة، العلاج الكيميائي، العلاج الإشعاعي.
سرطان الجلدتشمل خيارات العلاج: الجراحة، العلاج الكيميائي، العلاج الإشعاعي والعلاج الموجه (مثبطات BRAF & MEK)، والعلاج المناعي (مثبطات CTLA 4 & PD 1).
سرطان الكلىتشمل خيارات العلاج: الجراحة، مثبطات متعددة كيناز والعلاج الموجه (مثبطات mTOR & VEGF).
سرطان المثانةتشمل خيارات العلاج: الجراحة، العلاج الكيميائي، العلاج الإشعاعي.
سرطان البروستاتتشمل خيارات العلاج: الجراحة، العلاج الكيميائي، العلاج الإشعاعي، مضاد الاندروجين والعلاج المناعي.
سرطان الخصيةتشمل خيارات العلاج: الجراحة، العلاج الكيميائي، العلاج الإشعاعي.
سرطان العظامتشمل خيارات العلاج: الجراحة، العلاج الكيميائي، العلاج الإشعاعي.

### سرطان الغدد الليمفاوية
أنواعها: لمفوما هودجيكنية نسبتها 15% - لمفوما لاهودجكينية نسبتها 85%
لمفوما هودجيكنيةتشمل خيارات العلاج: العلاج الكيميائي (ABVD أو BEACOPP) والعلاج الإشعاعي (IFRT).
لمفوما لاهودجكينيةتشمل خيارات العلاج: العلاج المناعي الكيميائي (R-CHOP) والعلاج الكيميائي (CHOP).

### سرطان الدم
أنواعه: لوكيميا الأرومة اللمفاوية الحادة، لوكيميا نخاعية حادة، ابيضاض الدم الليمفاوي المزمن وابيضاض المحببات المزمن.
لوكيميا الأرومة اللمفاوية الحادةتشمل خيارات العلاج: العلاج الكيميائي والعلاج بالأشعة وزراعة نخاع العظم الخيفي واستخدام الأضداد وحيدة النسيلة (Monoclonal Antibodies).
لوكيميا نخاعية حادةتشمل خيارات العلاج: العلاج الكيميائي، ويتم استخدام العلاج بالأشعة للمحاولة للسيطرة على المرض وعدم انتقاله للأعضاء الأخرى والعلاج المناعي لدعم المريض مناعيا وجعله مقاوما للأمراض المعدية ومرض السرطان.: من أمثلة العلاج الكيميائي: (Cytrabine (Ara-C في 7 جرعات يومية في الوريد مع Anthracycline على شكل 3 جرعات يومية.
ابيضاض المحببات المزمنإيماتينب: مثبط لنطاق أدينوسين ثلاثي الفوسفات الموجود في الاتحاد الجيني ABL-BCR لمنع فسفرة أو نقل إشارة للجزيئات الأخرى.

## التخصصات
- ثلاثة تخصصات رئيسية:
  - الأورام الطبية: يركز على علاج السرطان بالعلاج الكيميائي، العلاج الموجه، العلاج المناعي والعلاج الهرموني.[73]
  - جراحة الأورام: يركز على علاج السرطان بالجراحة.[74]
  - علاج بالأشعة: يركز على علاج السرطان بالإشعاع.[74]
- التخصصات الفرعية في علم الأورام:
  - الأورام العصبية: يركز على سرطان الدماغ.
  - أورام العيون: يركز على سرطانات العيون.[75]
  - أورام الرأس والرقبة: يركز على سرطان تجويف الفم، تجويف الأنف، البلعوم، والحنجرة.[76]
  - أورام الصدر: يركز على سرطان الرئة، المريء والغشاء الجنبي.[77]
  - أورام الثدي: يركز على سرطان الثدي.
  - أورام الجهاز الهضمي: يركز على سرطان المعدة والقولون والمستقيم والقناة الشرجية والكبد والمرارة والبنكرياس.[78]
  - أورام العظام والجهاز العضلي الهيكلي: يركز على سرطان العظام والأنسجة الرخوة.[79]
  - الأورام الجلدية: يركز على العلاج الطبي والجراحي للجلد والشعر والغدة العرقية وسرطان الأظافر.
  - أورام الجهاز البولي والتناسلي: يركز على سرطان الجهاز التناسلي والبولي.[80]
  - علم الأورام النسائي: يركز على سرطانات الجهاز التناسلي للأنثى.[81]
  - سرطان الأطفال: يهتم بمعالجة السرطان لدى الأطفال.[82]
  - أورام الدم: يركز على سرطان الدم وزرع الخلايا الجذعية.
  - علم الأورام الوقائي: يركز على علم الأوبئة والوقاية من السرطان.[83]
  - أورام الشيخوخة: يركز على السرطان لدى الأشخاص المسنين.[84]
  - علم الأورام الجزيئي: يركز على طرق التشخيص الجزيئي في علم الأورام.[85]
  - أورام الطب النووي: يركز على تشخيص وعلاج السرطان بالإشعاع.
  - علم الأورام النفسية: يركز على القضايا النفسية والاجتماعية في تشخيص وعلاج مرضى السرطان.
  - علم الأورام البيطرية: يركز على علاج السرطان في الحيوانات.[86]

## مستقبل علم الأورام
- أصبحت الأورام الخبيثة مثل اللوكيميا، سرطان الغدد الليمفاوية، وأورام الخلايا الجرثومية والأورام الصلبة قابلة للعلاج الآن. حيث أثبتت العلاجات المناعية كفاءة في سرطان الدم، وسرطان المثانة ومختلف سرطانات الجلد.[87][88][89]
- نجح الأطباء بخفض عدد الوفيات من السرطان بشكل ملحوظ على مدى السنوات الماضية بسبب تحسن الفحص، وأساليب التشخيص وخيارات العلاج.
- تم إجراء تجارب سريرية كبيرة متعددة المراحل من خلال المشروع السريري الوطني لأمراض الثدي والأمعاء (NSABP)، ومجلس البحوث الطبية (المملكة المتحدة)، والمعهد الوطني للسرطان (NCI) حيث ساهمت تلك التجارب بشكل كبير في تحسين البقاء على قيد الحياة.[90][91][92]

## فهرس
- Watson، Ian R.؛ Takahashi، Koichi؛ Futreal، P. Andrew؛ Chin، Lynda (2013). "Emerging patterns of somatic mutations in cancer". Nat Rev Genet. ج. 14 ع. 10: 703–718. DOI:10.1038/nrg3539. PMC:4014352. PMID:24022702.
- Meyerson، Matthew؛ Gabriel، Stacey؛ Getz، Gad (2010). "Advances in understanding cancer genomes through second-generation sequencing". Nat Rev Genet. ج. 11 ع. 10: 685–696. DOI:10.1038/nrg2841. PMID:20847746.
- Katsanis، Sara Huston؛ Katsanis، Nicholas (2013). "Molecular genetic testing and the future of clinical genomics". Nat Rev Genet. ج. 14 ع. 6: 415–426. DOI:10.1038/nrg3493. PMC:4461364. PMID:23681062.
- Mardis، Elaine R. (2012). "Applying next-generation sequencing to pancreatic cancer treatment". Nat Rev Gastroenterol Hepatol. ج. 9 ع. 8: 477–486. DOI:10.1038/nrgastro.2012.126. PMID:22751458.
- Mukherjee، Siddhartha (2011). The Emperor of All Maladies: A Biography of Cancer. Fourth Estate. ISBN:978-0-00-725092-9.
- Vickers، Andrew (1 مارس 2004). "Alternative Cancer Cures: "Unproven" or "Disproven"?". CA: A Cancer Journal for Clinicians. ج. 54 ع. 2: 110–118. DOI:10.3322/canjclin.54.2.110. PMID:15061600.

## وصلات خارجية
- "Comprehensive Cancer Information". National Cancer Institute. مؤرشف من الأصل في 2020-03-08. اطلع عليه بتاريخ 2016-01-16.<
- "NCCN - Evidence-Based Cancer Guidelines, Oncology Drug Compendium, Oncology Continuing Medical Education". National Comprehensive Cancer Network. مؤرشف من الأصل في 2020-02-15. اطلع عليه بتاريخ 2016-01-16.
- "European Society for Medical Oncology | ESMO". www.esmo.org. مؤرشف من الأصل في 2020-03-07. اطلع عليه بتاريخ 2016-01-16.